# Шипачина
Шипачина је насеље у Србији у општини Рашка у Рашком округу. Према попису из 2022. било је 81 становник.

## Демографија
У насељу Шипачина живи 192 пунолетна становника, а просечна старост становништва износи 40,7 година (39,8 код мушкараца и 41,6 код жена). У насељу има 84 домаћинства, а просечан број чланова по домаћинству је 3,00.
Ово насеље је великим делом насељено Србима (према попису из 2002. године).
|  |

| Демографија | Демографија | Демографија |
| Година      | Становника  | Становника  |
| ----------- | ----------- | ----------- |
| 1948.       | 241         |             |
| 1953.       | 257         |             |
| 1961.       | 282         |             |
| 1971.       | 269         |             |
| 1981.       | 258         |             |
| 1991.       | 228         | 228         |
| 2002.       | 252         | 252         |

| Етнички састав према попису из 2002.‍ | Етнички састав према попису из 2002.‍ | Етнички састав према попису из 2002.‍ | Етнички састав према попису из 2002.‍ | Етнички састав према попису из 2002.‍ |
| ------------------------------------ | ------------------------------------ | ------------------------------------ | ------------------------------------ | ------------------------------------ |
|                                      |                                      |                                      |                                      |                                      |
| Срби                                 | Срби                                 |                                      | 246                                  | 97,61%                               |
| Југословени                          | Југословени                          |                                      | 3                                    | 1,19%                                |
| Црногорци                            | Црногорци                            |                                      | 2                                    | 0,79%                                |
| непознато                            | непознато                            |                                      | 0                                    | 0,0%                                 |

| Година пописа     | 1948. | 1953. | 1961. | 1971. | 1981. | 1991. | 2002. |
| ----------------- | ----- | ----- | ----- | ----- | ----- | ----- | ----- |
| Број домаћинстава | 48    | 50    | 56    | 58    | 61    | 65    | 84    |

| Број чланова      | 1  | 2  | 3  | 4  | 5 | 6 | 7 | 8 | 9 | 10 и више | Просек |
| ----------------- | -- | -- | -- | -- | - | - | - | - | - | --------- | ------ |
| Број домаћинстава | 15 | 26 | 12 | 17 | 6 | 5 | 3 | 0 | 0 | 0         | 3,00   |

| Пол    | Укупно | Неожењен/Неудата | Ожењен/Удата | Удовац/Удовица | Разведен/Разведена | Непознато |
| ------ | ------ | ---------------- | ------------ | -------------- | ------------------ | --------- |
| Мушки  | 97     | 17               | 74           | 5              | 1                  | 0         |
| Женски | 102    | 12               | 74           | 14             | 1                  | 1         |
| УКУПНО | 199    | 29               | 148          | 19             | 2                  | 1         |

| Пол    | Укупно                    | Пољопривреда, лов и шумарство | Рибарство                            | Вађење руде и камена | Прерађивачка индустрија       |
| ------ | ------------------------- | ----------------------------- | ------------------------------------ | -------------------- | ----------------------------- |
| Мушки  | 47                        | 2                             | 0                                    | 7                    | 4                             |
| Женски | 27                        | 1                             | 0                                    | 0                    | 0                             |
| УКУПНО | 74                        | 3                             | 0                                    | 7                    | 4                             |
| Пол    | Производња и снабдевање   | Грађевинарство                | Трговина                             | Хотели и ресторани   | Саобраћај, складиштење и везе |
| Мушки  | 0                         | 3                             | 2                                    | 1                    | 8                             |
| Женски | 0                         | 0                             | 2                                    | 2                    | 6                             |
| УКУПНО | 0                         | 3                             | 4                                    | 3                    | 14                            |
| Пол    | Финансијско посредовање   | Некретнине                    | Државна управа и одбрана             | Образовање           | Здравствени и социјални рад   |
| Мушки  | 0                         | 19                            | 0                                    | 0                    | 0                             |
| Женски | 0                         | 11                            | 1                                    | 2                    | 2                             |
| УКУПНО | 0                         | 30                            | 1                                    | 2                    | 2                             |
| Пол    | Остале услужне активности | Приватна домаћинства          | Екстериторијалне организације и тела | Непознато            | Непознато                     |
| Мушки  | 0                         | 0                             | 0                                    | 1                    | 1                             |
| Женски | 0                         | 0                             | 0                                    | 0                    | 0                             |
| УКУПНО | 0                         | 0                             | 0                                    | 1                    | 1                             |